# Wringinanom (Wringinanom)
Wringinanom is een bestuurslaag in het regentschap Gresik van de provincie Oost-Java, Indonesië. Wringinanom telt 5295 inwoners (volkstelling 2010).